# Der Ersatz
Der Ersatz ist ein jugoslawischer bei Zagreb Film von Dušan Vukotić produzierter animierter Kurzfilm aus dem Jahr 1961.

## Handlung
Ein Mann fährt ans Meer. Aus seinem Auto holt er verschiedene kleine, geometrische Figuren, die er mithilfe einer Luftpumpe aufpumpt: Es entstehen ein Zelt, eine Luftmatratze und ein kleines Boot. Einen aufgepumpten Fisch hängt er an seine ebenfalls aufgepumpte Angel, um danach den Fang zu feiern. Eine aufgepumpte Frau sagt ihm nicht zu und er lässt ihr die Luft ab; der zweiten vergrößert er die Oberweite, bevor er mit ihr zu flirten beginnt. Sie weist ihn jedoch ab und geht schwimmen. Der Mann lässt daraufhin einen aufgepumpten Hai zu Wasser, den er kurzerhand erlegt und so das Herz der Frau gewinnt. Die brennt bald darauf mit einem muskelbepackten Surfer durch und der Mann lässt kurzentschlossen der Frau die Luft ab. Der Surfer begeht Selbstmord, indem er seinen Stöpsel zieht.
Der Mann kehrt zu seinen Sachen zurück. Er lässt überall die Luft ab, bläst sein Auto auf und stapelt die kleinen Figuren ins Auto. Auch aus dem Meer lässt er die Luft und packt es ein. Er bläst eine Straße auf und fährt nach Hause. Auf der Straße lauert ein Nagel, der schließlich dem Auto die Luft ablässt. Der Mann wird durch die Luft geschleudert und bleibt leblos liegen. Sein Stöpsel löst sich und er fällt in sich zusammen. Auch das kleine, zurückbleibende Dreieck wird schließlich eingesaugt.

## Auszeichnungen
Der Ersatz gewann 1962 den Oscar in der Kategorie „Bester animierter Kurzfilm“. Es war der erste nicht-amerikanische Film, der den Oscar in dieser Kategorie erhielt. Der Ersatz hielt zahlreiche weitere Filmpreise, darunter den Spezialpreis der Jury auf den Internationalen Kurzfilmtagen Oberhausen (1962) und den Golden Gate Award für den besten animierten Kurzfilm auf dem San Francisco Film Festival (1961).